# Fortalesa de Diyarbakır
La Fortalesa de Diyarbakir  és una fortalesa històrica que es troba a Sur, Diyarbakir, Turquia. Es compon de fortalesa interior i fortalesa exterior.

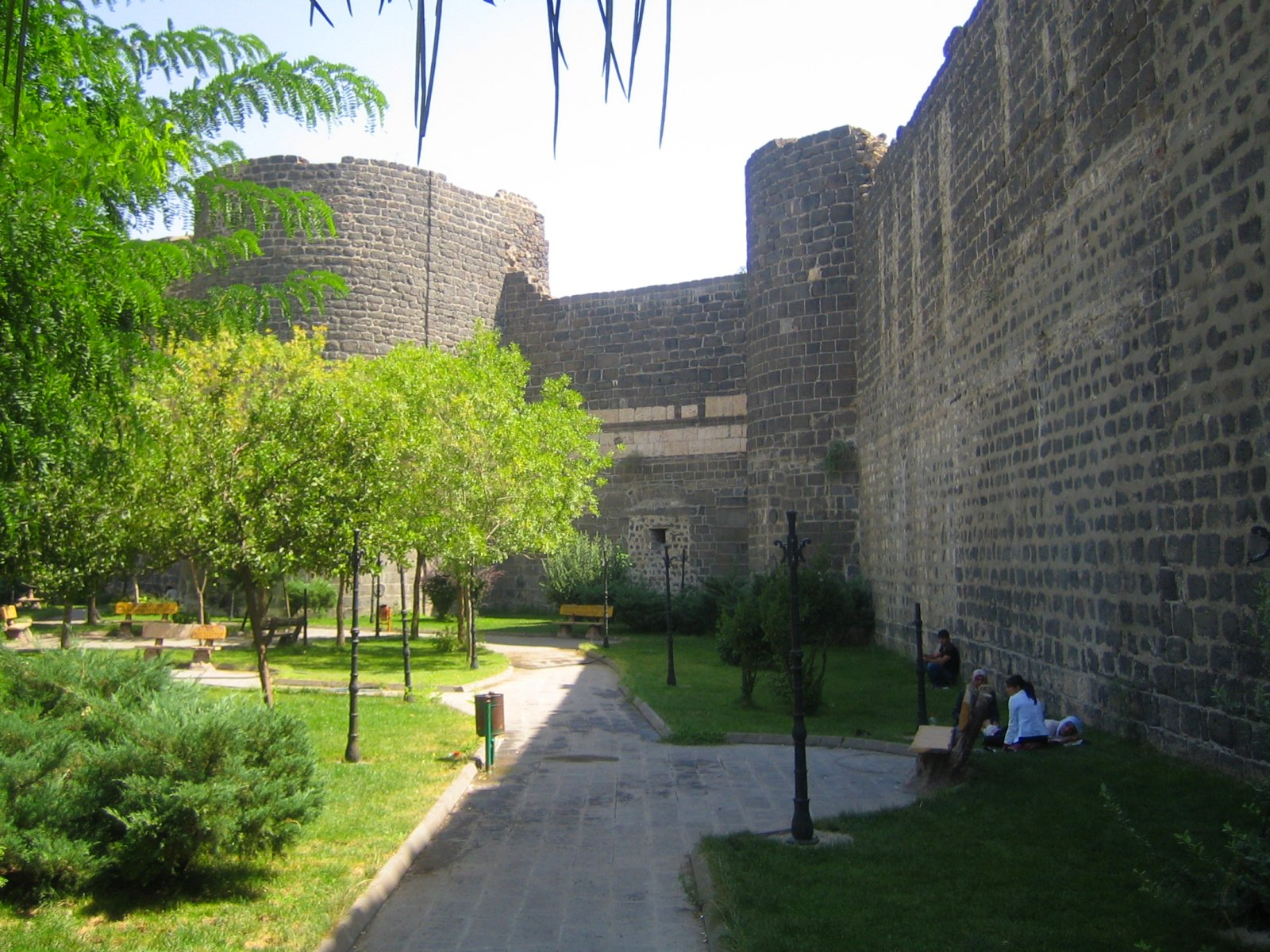
Muralla de la ciutat, prop de la porta del nord

Les principals portes de la fortalesa són: Donağ (muntanya), Urfa (per la ciutat), Mardin (per la ciutat) i Yeni (nova).Els murs provenen de l'antiga ciutat romana de Amida i es van construir en la seva forma actual a mitjan segle iv per l'emperador Constanci II. Són les parets defensives més amples i més llargues del món després de la Gran Muralla Xinesa.
La UNESCO va afegir l'edifici a la seva llista de peticions l'any 2000, i apareix ja com patrimoni mundial a partir de l'any 2015, juntament amb els jardins de Hevsel.
El lloc va ser un centre important des dels períodes hel·lenístic, romà, sassànida i romà d'Orient i, més endavant, otomà i islàmic fins a l'actualitat. El lloc comprèn el castell d'Amida, anomenat İçkale (castell interior), les muralles de Diyarbakir, de 5.800 metres de longitud, nombroses torres, portes, contraforts i 63 inscripcions que daten de diferents períodes històrics i, finalment, els fèrtils jardins d'Hevsel, que uneixen la ciutat al riu Tigris, que proveeixen a la ciutat de queviures i d'aigua.